# 일월 (영화)
《일월》은 1967년 공개된 대한민국의 영화이다.

## 배역
- 신성일 : 인철 역
- 남정임 : 나미 역
- 문희 : 다혜 역
- 박노식
- 정민 : 인철 부 역
- 전창근
- 한은진
- 주선태
- 김동원
- 장민호
- 오현경
- 지연주
- 지계순
- 박철

## 수상
- 제1회 남도영화제 남우주연상 - 신성일
- 제2회 백마상 작품상, 남우주연상 (신성일)
- 3.1문화상 본상 수상